# Гончаров Сергій Васильович
Гончаров Сергій Васильович (*2 грудня 1958 р., с. Трьохізбенка, Луганська область) — український політик, Народний депутат України 7-го скликання, член КПУ (з листопада 1993 року), перший секретар райкому КПУ Білокуракинського району (Луганщина).

## Життєпис
Народився 2 грудня 1958 в селі Трьохізбенка на Луганщині в сім'ї колгоспників.
По закінченні у 1976 році Трьохізбенської середньої школи продовжив навчання у Ворошиловградському сільськогосподарському інституті за спеціальністю «Механізація сільського господарства».
1981 року закінчив Ворошиловградський сільськогосподарський інститут.
Під час парламентських виборів у 2006 був кандидатом в народні депутати України від КПУ, № 240 в списку.
На момент обрання народним депутатом України 7-го скликання: начальник управління праці та соціального захисту населення Білокуракинської районної державної адміністрації, член Комуністичної партії України, проживає в смт Білокуракине Луганської області, судимість відсутня, включений до виборчого списку під № 14.

## Парламентська діяльність
- Голова підкомітету з питань планування та забудови територій і земельних відносин (в межах територій забудови) Комітету Верховної Ради України з питань будівництва, містобудування і житлово-комунального господарства та регіональної політики
- Член Постійної делегації у Парламентському вимірі Центральноєвропейської ініціативи
- Член групи з міжпарламентських зв'язків з Російською Федерацією
- Член групи з міжпарламентських зв'язків з Азербайджанською Республікою
- Член групи з міжпарламентських зв'язків з Китайською Народною Республікою.
- Член групи з міжпарламентських зв'язків з Королівством Таїланд.

## Сім'я
Одружений, має двох синів.